# François-Marie-Casimir Négrier
François Marie Casimir de Négrier (nació el 27 de abril de 1788 en Le Mans - murió en 1848, en Lille) fue un general francés que luchó en las Guerras Napoleónicas y en la Revolución de 1848. A los 12 años de edad acompañó a Jean Lannes en su embajada a Portugal.